# Мец шен (Шуші)
Мец шен (вірм. Մեծ շեն), Бердадзор (вірм. Բերդաձոր), Боюк Галадарасі (азерб. Böyük Galadərəsi) — село у Шушинському районі Нагірно-Карабаської Республіки. Село розташоване на заході району та на захід від міста Шуші.

## Пам'ятки
В селі розташована церква Сурб Аствацацін 18-19 століття, джерело 18 століття, цвинтар 17-19 століття, церква «Парін піж» 17 століття, святиня 18-19 століття, міст 18 століття, селище «Харат» та фортеця «Ошапен кар» часів середньовіччя.